# Дружба (Целинный район)
Дружба — село в Целинном районе Алтайского края. Административный центр сельского поселения Дружбинский сельсовет.

## География
Расположено на реке Марушка, в 22 км к юго-западу от районного центра села Целинное.

## Население
| 1997 | 1998 | 1999 | 2000 | 2001 | 2002 |
| ---- | ---- | ---- | ---- | ---- | ---- |
| 722  | ↗723 | ↗749 | ↘744 | ↘741 | ↘722 |
| 2003 | 2004 | 2005 | 2006 | 2007 | 2008 |
| ↘685 | ↗696 | ↗726 | ↘723 | ↗724 | ↘717 |
| 2009 | 2010 | 2011 | 2012 | 2013 |      |
| ↘709 | ↘642 | ↘636 | ↘635 | ↘617 |      |

Национальный состав
Согласно результатам переписи 2002 года, в национальной структуре населения русские составляли 76 %.